# Auernhofen
Auernhofen (fränkisch: Auerhoufa) ist ein Gemeindeteil der Gemeinde Simmershofen im Landkreis Neustadt an der Aisch-Bad Windsheim (Mittelfranken, Bayern). Die Gemarkung Hohlach hat eine Fläche von 5,727 km². Sie ist in 345 Flurstücke aufgeteilt, die eine durchschnittliche Fläche von 16600,27 m² haben.

## Geographie
Das Kirchdorf liegt am Luchsengraben, der mit dem Riedgraben zum Mühlbach zusammenfließt, einem linken Zufluss der Gollach. Die umgebende Landschaft ist eben und besteht ganz überwiegend aus Ackerflächen. Unweit westlich verläuft die Landesgrenze zu Baden-Württemberg. Die Staatsstraße 2256/L 2256 führt nach Simmershofen (2 km nordöstlich) bzw. nach Sechselbach (2,5 km südwestlich). Die Kreisstraße NEA 47/K 2876 führt nach Equarhofen (3,6 km südlich) bzw. nach Hemmersheim (4 km nördlich).

## Geschichte
Der Ort wurde 1119 als „Vrenhouen“ erstmals urkundlich erwähnt. Das Bestimmungswort des Ortsnamens ist Ūro, der Personenname des Siedlungsgründers.
Gegen Ende des 18. Jahrhunderts gab es in Auernhofen 31 Anwesen. Das Hochgericht übte das ansbachische Oberamt Uffenheim aus. Das Kasten- und Stadtvogteiamt Uffenheim war Grundherr sämtlicher Anwesen. Von 1797 bis 1808 unterstand Auernhofen dem preußischen Justiz- und Kammeramt Uffenheim.
1806 kam der Ort an das Königreich Bayern. Mit dem Gemeindeedikt (frühes 19. Jahrhundert) wurde Auernhofen dem Steuerdistrikt Simmershofen zugewiesen. Wenig später entstand die Ruralgemeinde Auernhofen. Sie war in Verwaltung und Gerichtsbarkeit dem Landgericht Uffenheim zugeordnet und in der Finanzverwaltung dem Rentamt Uffenheim (1919 in Finanzamt Uffenheim umbenannt). Ab 1862 war das Bezirksamt Uffenheim für die Verwaltung der Gemeinde zuständig (1939 in Landkreis Uffenheim umbenannt). Die Gerichtsbarkeit blieb beim Landgericht Uffenheim (1879 in Amtsgericht Uffenheim umbenannt), seit 1973 ist das Amtsgericht Neustadt an der Aisch zuständig. Seit 1814 besteht der Winzerhof Stahl. Die Gemeinde hatte 1964 eine Gebietsfläche von 5,799 km². Am 1. Juli 1972 wurde Auernhofen im Zuge der Gebietsreform in Bayern nach Simmershofen eingegliedert.

### Baudenkmal
- Evangelisch-lutherische Kirche Heiligkreuz und St. Blasius mit Kirchhofmauer und ehemaligen Beinhaus[15]

### Bodendenkmäler
In der Gemarkung Auernhofen gibt es acht Bodendenkmäler.

### Einwohnerentwicklung
| Jahr      | 1818   | 1840   | 1852   | 1855   | 1861   | 1867   | 1871   | 1875   | 1880   | 1885   | 1890   | 1895   | 1900   | 1905   | 1910   | 1919   | 1925   | 1933   | 1939   | 1946   | 1950   | 1952   | 1961   | 1970   | 1987  |
| Einwohner | 184    | 189    | 205    | 197    | 195    | 188    | 184    | 186    | 199    | 199    | 199    | 197    | 200    | 201    | 193    | 201    | 192    | 190    | 170    | 365    | 358    | 293    | 207    | 164    | 156   |
| Häuser    | 35     | 37     |        |        |        |        | 37     |        |        | 41     | 39     |        | 40     |        |        |        | 35     |        |        |        | 39     |        | 35     |        | 36    |
| Quelle    | [ 10 ] | [ 17 ] | [ 18 ] | [ 18 ] | [ 19 ] | [ 20 ] | [ 21 ] | [ 22 ] | [ 23 ] | [ 24 ] | [ 25 ] | [ 18 ] | [ 26 ] | [ 18 ] | [ 27 ] | [ 18 ] | [ 28 ] | [ 18 ] | [ 18 ] | [ 18 ] | [ 29 ] | [ 18 ] | [ 12 ] | [ 30 ] | [ 2 ] |

## Religion
Der Ort ist seit der Reformation evangelisch-lutherisch geprägt und bis heute nach St. Michael und Crispin (Simmershofen) gepfarrt.